# Base Aérea General Cesáreo Berisso
A Base Aérea General Cesáreo Berisso é uma base aérea da Força Aérea Uruguaia. A Base opera nas mesmas instalações do Aeroporto Internacional de Carrasco.

## Organização
Esta base é uma das três brigadas aéreas da Força Aérea Uruguaia, a Brigada Aérea I, criada como Aeronáutica n.º1 desde 1 de abril de 1936 (data em que foram atribuídos oito aviões Potez 25). 
Dentro da Brigada Aérea I funciona o Quartel-General de Ajudância e o Centro de Coordenação e Salvamento Carrasco. Também inclui o Esquadrão n.º 3 (transporte) e Esquadrão n.º 5 (helicópteros).

### Esquadrão n.º 3 (transporte)
| Aeronave                    | Origem         | Missão                            | Unidades    |
| --------------------------- | -------------- | --------------------------------- | ----------- |
| C-130 Hercules              | Estados Unidos | Aeronave de transporte militar    | 2 C-130B    |
| Embraer EMB-110 Bandeirante | Brasil         | Aeronave de transporte militar    | 3 C-95      |
| Embraer EMB-120 Brasília    | Brasil         | Transporte VIP de curta distância | 1 EMB-120   |
| CASA C212                   | Espanha        | Avião de transporte tático        | 3 C-212-200 |

### Esquadrão n.º 5 (helicópteros)
| Aeronave                     | Origem         | Missão                        | Unidades    |
| ---------------------------- | -------------- | ----------------------------- | ----------- |
| UH-1 Iroquois                | Estados Unidos | Utilitário                    | 6 UH-1H     |
| Bell 212                     | Estados Unidos | Utilitário                    | 2           |
| Eurocopter AS-365 N2 Dauphin | França         | Transporte VIP e presidencial | 1 AS-365 N2 |
| Westland Wessex              | Reino Unido    | Utilitário                    | 8 HC-MK2    |